# NGC 4713
NGC 4713 је спирална галаксија у сазвежђу Девица која се налази на NGC листи објеката дубоког неба.
Деклинација објекта је + 5° 18' 40" а ректасцензија 12h 49m 57,6s. Привидна величина (магнитуда) објекта NGC 4713 износи 11,4 а фотографска магнитуда 12,1. Налази се на удаљености од 17,532 милиона парсека од Сунца. NGC 4713 је још познат и под ознакама UGC 7985, MCG 1-33-18, CGCG 43-41, IRAS 12474+0534, PGC 43413.